# Kalica (wieś)
Kalica (cyr. Калица) – wieś w Czarnogórze, w gminie Petnjica. W 2011 roku liczyła 150 mieszkańców.